# Campang Tiga Jaya
Campang Tiga Jaya is een bestuurslaag in het regentschap Ogan Komering Ulu van de provincie Zuid-Sumatra, Indonesië. Campang Tiga Jaya telt 1896 inwoners (volkstelling 2010).